# Poecilanthrax robustus
Poecilanthrax robustus är en tvåvingeart som beskrevs av Johnson 1957. Poecilanthrax robustus ingår i släktet Poecilanthrax och familjen svävflugor. Inga underarter finns listade i Catalogue of Life.